# Elatostema huanglianshanicum
Elatostema huanglianshanicum är en nässelväxtart som beskrevs av Wen Tsai Wang. Elatostema huanglianshanicum ingår i släktet Elatostema och familjen nässelväxter. Inga underarter finns listade i Catalogue of Life.